# Rocca di Vergisson
La rocca di Vergisson (in francese roche de Vergisson) è un affioramento calcareo che domina il comune di Vergisson, nel dipartimento di Saona e Loira, nel sud della regione Borgogna-Franca Contea.

## Geografia

### Topografia

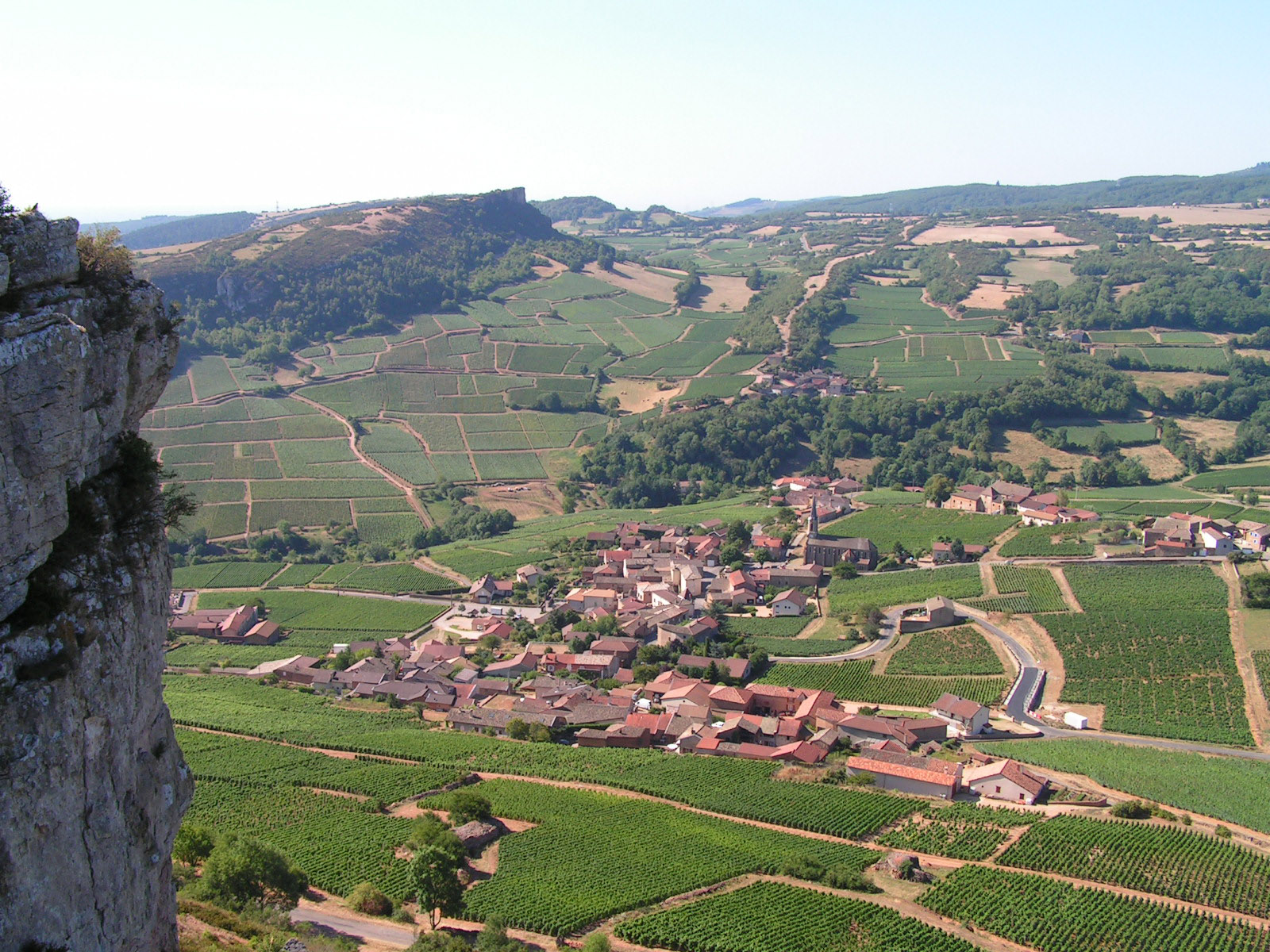
Veduta del paese sottostante la rocca di Vergisson.

La rocca di Vergisson è una ripida scarpata situata nel comune di Vergisson, nella Saône-et-Loire, nel sud della Borgogna-Franca Contea, a meno di due chilometri in linea d'aria dalla rocca di Solutré, un Grand site de France. Il suo picco raggiunge i 483 metri, 10 metri più in basso rispetto a Solutré.

### Geologia

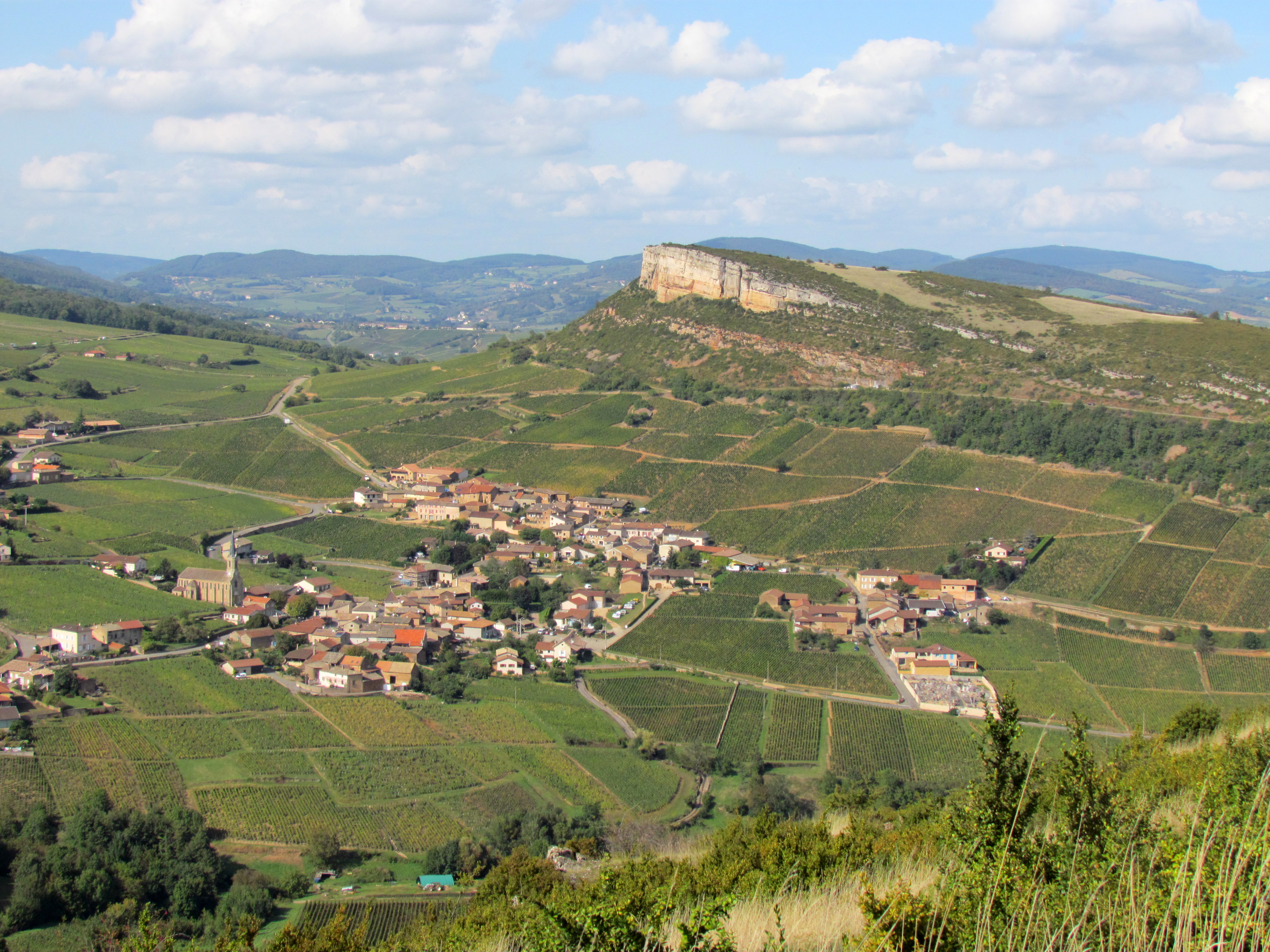
Vista della rocca di Vergisson dalla cima della rocca di Solutré (in primo piano il villaggio di Vergisson, in mezzo ai vigneti).

La rocca di Vergisson, come la vicina rocca di Solutré, fu creata da altipiani corallini fossilizzati che si svilupparono circa 160 milioni di anni fa in mari caldi, che ricoprivano questa regione (come dimostrano gli abbondanti fossili che vi si trovano). In epoca cenozoica, la Borgogna orientale subì gli effetti dell'innalzamento alpino, mentre le Alpi si sollevavano, il bacino della Saona sprofondava. Allo stesso tempo, alcuni altipiani si alzarono a ovest della pianura, successivamente inclinandosi verso est.
Poiché questi processi riunirono morfologie di diversa composizione naturale, l'erosione agì su di esse in modo diverso. Mentre il paesaggio circostante si modellò dando forma a colline arrotondate, le rocche di Vergisson e Solutré furono erose come falesie ripide sul loro lato ovest, in contrasto con i dolci pendii del versante orientale.

## Storia

### Preistoria
Durante la Preistoria la rocca era frequentata da gruppi di ominidi della specie Homo neanderthalensis, infatti nei pressi dell'affioramento sono state ritrovate diverse ossa di questa specie, vicina alla nostra.

### Storia contemporanea
Alphonse de Lamartine descrisse le rocche di Solutré e Vergisson come "Due navi pietrificate affacciate su un mare di viti".
Il 7 giugno 1992, la rocca di Vergisson venne eccezionalmente scalata dal presidente della Repubblica François Mitterrand, che voleva sfuggire ai manifestanti (contadini, vecchi algerini) e ai giornalisti che lo aspettavano ai piedi della rocca di Solutré, nell'ambito della sua ascesa rituale.

## Attività

### Viticoltura
Sulle pendici della rocca di Vergisson si trovano viti racchiuse da muretti a secco, i murgers. Nei pendii della scarpata sono presenti vigneti di denominazione Pouilly-Fuissé (AOC), Saint-Véran (AOC) e Mâcon (AOC).

### Tutela dell'ambiente
L'area comprendente le rocche di Solutré e Vergisson e del monte di Pouilly è classificato come "sito naturale e rurale" (site naturel et rural) dal 1955. Le praterie calcicole del Mâconnais, note anche come "prati calcarei", sono presenti anche sulla sommità delle altre quattro montagne formatesi contemporaneamente (da nord a sud: il Monsard, il monte di Leynes, la rocca di Solutré e il monte di Pouilly) e fanno parte delle aree sotto tutela naturalistica della Rete Natura 2000. Tutti i comuni sono nel cuore del Grand Site de France Solutré Pouilly Vergisson.

### Sport

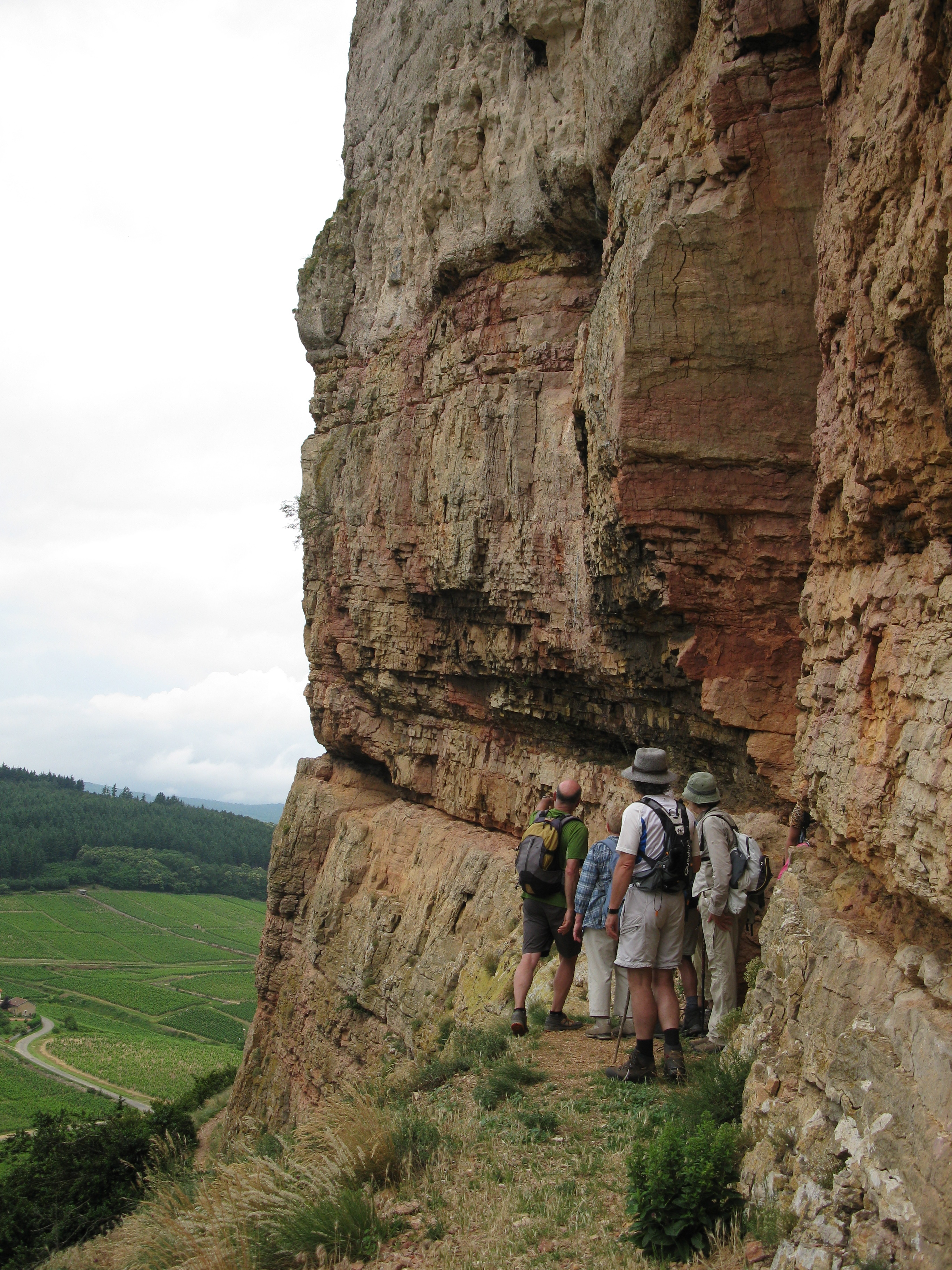
Sentiero di arrampicata sulla rocca di Vergisson.

Le falesie calcaree della rocca di Vergisson costituiscono, insieme alla falesia di Remigny, uno dei due siti di arrampicata più grandi del dipartimento, con 122 vie segnalate.
Ogni anno si svolge la "randonnée des deux Roches" (camminata delle due Rocche), che collega Solutré a Vergisson.